# Apsisaurus
Apsisaurus es un género extinto de sinápsido perteneciente a la familia de los varanópidos que vivió durante el Pérmico Inferior en Texas, en Estados Unidos. Fue denominado originalmente por Michel Laurin en 1991 y la especie tipo es Apsisaurus witteri. Apsisaurus witteri es conocido a partir del holotipo MCZ 1474, un esqueleto parcial preservado en tres dimensiones que incluye un cráneo y mandíbulas completos. La bóveda craneal de Apsisaurus también está articulada al esqueleto postcraneal. Fue recolectado en el sitio Archer City Bonebed 1, en la Formación Archer City del Grupo Wichita, que data de principios del Pérmico. Apsisaurus fue anteriormente considerado como un diápsido "eosuquio". En 2010, fue redescrito por Robert R. Reisz, Michel Laurin y David Marjanović y clasificado como un sinápsido varanópido basal.
El cladograma a continuación es modificado del análisis de Reisz, Laurin y Marjanović, 2010.
|  | Apsisaurus                                                                                   |
|  |                                                                                              |
|  | \| \| Mesenosaurus \| \| \| \| \| \| Mycterosaurus \| \| \| \| \| \| Varanopinae \| \| \| \| |
|  |                                                                                              |
|  | Mesenosaurus                                                                                 |
|  |                                                                                              |
|  | Mycterosaurus                                                                                |
|  |                                                                                              |
|  | Varanopinae                                                                                  |
|  |                                                                                              |

|  | Mesenosaurus  |
|  |               |
|  | Mycterosaurus |
|  |               |
|  | Varanopinae   |
|  |               |

|  | Apsisaurus                                                                                   |
|  |                                                                                              |
|  | \| \| Mesenosaurus \| \| \| \| \| \| Mycterosaurus \| \| \| \| \| \| Varanopinae \| \| \| \| |
|  |                                                                                              |
|  | Mesenosaurus                                                                                 |
|  |                                                                                              |
|  | Mycterosaurus                                                                                |
|  |                                                                                              |
|  | Varanopinae                                                                                  |
|  |                                                                                              |

|  | Mesenosaurus  |
|  |               |
|  | Mycterosaurus |
|  |               |
|  | Varanopinae   |
|  |               |